# NGC 5187
NGC 5187 (również PGC 47393) – galaktyka spiralna (Sb), znajdująca się w gwiazdozbiorze Psów Gończych. Odkrył ją William Herschel 20 marca 1787 roku. Jest to galaktyka z aktywnym jądrem typu LINER.